# N-523
La clave  N-523  es la denominación de la carretera entre Cáceres y Badajoz. Se encuentra en proceso de ser desdoblada por la continuación de la  A-58 

## Historia de la carretera
La carretera  N-523  fue una de las dos carreteras nacionales, la otra fue la  N-435R  (hoy  EX-101 ), transferidas por el Estado a la Junta de Extremadura en 1984.
La denominación se conservó en la transferencia de las carreteras del Estado a la Junta de Extremadura del año 1984.
En el año 1997, al cambiar la denominación de las carreteras de titularidad de la Junta de Extremadura, pasó a denominarse oficialmente  EX-100 , de Cáceres a Badajoz.
En 2019, tras un acuerdo entre la Junta de Extremadura y el Gobierno de España, el Ministerio de Fomento acordó que el tramo de carretera comprendido entre la Glorieta de Acceso a Aldea Moret (Cáceres) y la Glorieta de Acceso al Semillero de Empresas de Badajoz volviera a formar parte de la Red de Carreteras del Estado para construir la  A-58 , recuperando la denominación de  N-523 . En Cáceres, el tramo comprendido entre la Glorieta de Acceso a Aldea Moret y la  Glorieta de San Fernando , que conecta el Recinto Ferial de Cáceres, la  N-630  y la  Ronda Sur-Este  ( EX-C2 ) posee la denominación  EX-100 , al igual que el tramo que transcurre en Badajoz entre la Glorieta de Acceso al Semillero de Empresas de Badajoz y la Glorieta del Extremo Norte del  Puente de la Universidad , donde enlaza con la  BA-20 

## Inicio
Su origen siempre ha estado en la ciudad de Cáceres, pero el lugar exacto ha ido variando con el tiempo.
Inicialmente partía de la  N-630  (39°27′23″N 6°23′03″O / 39.456367, -6.384100), cerca de la estación de ferrocarril, y discurría por el poblado de Aldea Moret. El trazado complicado con un paso a nivel sobre el ferrocarril y curvas pronunciadas delimitadas por edificaciones obligaron a realizar una variante urbana en la entonces  N-523 .
Esta nueva variante se inicia también en la  N-630  (39°26′44″N 6°22′49″O / 39.445464, -6.380297), en la  Glorieta de San Fernando , cuando su construcción finalizó en 1989. Este es el trazado oficial y actual de la carretera quedando el trazado antiguo para tráfico interno de Aldea Moret. Este tramo fue transferido al ayuntamiento de Cáceres en enero de 2005. 
En 2019, una vez que la carretera pasa de nuevo a manos del Ministerio de Fomento, el inicio de la carretera se encuentra en la Glorieta de acceso a Aldea Moret. Entre la  Glorieta de San Fernando  y la Glorieta de acceso a Aldea Moret, la carretera posee la antigua denominación autonómica,  EX-100 

## Final
Su final se encontraba en la estación de ferrocarril de Badajoz. (38°53′25″N 6°58′55″O / 38.890408, -6.981931)
En 2019, al formar parte otra vez de la Red de Carreteras del Estado, finaliza en la Glorieta de acceso al Semillero de Empresas de Badajoz. Desde la Glorieta de acceso al Semillero de Empresas de Badajoz hasta el cruce con la  BA-20  en el extremo norte  del  Puente de la Universidad  de Badajoz la carretera posee la antigua denominación autonómica,  EX-100 